# Ludwig Gebhard von Hoym (1678–1738)
Ludwig Gebhard Graf von Hoym (* 23. Oktober 1678 in Droyßig; † 6. Mai 1738 ebenda) war königlich-polnischer und kurfürstlich-sächsischer Geheimer Rat und Oberhauptmann in Thüringen, Herr der Herrschaften Droyßig, Slawentzitz sowie Erb-, Lehn- und Gerichtsherr auf Schkölen, Gleina, Nebra, Birkigt, Löbichau usw.

## Leben
Hoym entstammte dem alten anhaltischen Adelsgeschlecht Hoym mit gleichnamigem Stammhaus bei Hoym (erste urkundliche Erwähnung 1195) und war der Sohn des Ludwig Gebhard von Hoym (1631–1711) und der Catharina Sophia von Schönfeld. Sein Bruder Adolph Magnus von Hoym war zeitweilig mit der bekannten Gräfin Cosel verheiratet. Von diesem hatte er nach dessen kinderlosen Tod umfangreiche Besitzungen in Oberschlesien mit mehreren Manufakturen geerbt und dadurch zu einem der finanzstärksten Männer des Kurfürstentums Sachsen aufgestiegen. Dies spiegelt sich auch in den zahlreichen Leichenpredigten und Trauergedichten wider, die anlässlich seiner Beerdigung am 14. Mai 1738 in Druck erschienen, so u. a. auch vom Diakon Michael Ranft.
1722 nahm er als Abgeordneter des Engeren Ausschusses am Sächsischen Landtag in Dresden teil.
Er heiratete am 2. Juni 1716 in Dresden Rahel Louise geb. Gräfin von Werthern und hatte mit ihr neun Kinder, darunter Julius Gebhard (1721–1769) und Gotthelf Adolph (1731–1783) Grafen von Hoym. Nur wenige Tage nach seinem Tod starb am 29. Mai 1738 ihr 18-jähriger Sohn Georg Ludwig Graf von Hoym, der am 2. Juni 1738 beigesetzt wurde.